# Манділарія
Манділа́рія (грец. Μαντηλαριά) — грецький червоний технічний сорт винограду середнього періоду дозрівання. 
Листя середні, клиноподібні, середньо- або слаборозсічені, п'ятилопатеві, гладкі, знизу покриті павутиновим опушуванням. Виїмка черешка закрита. Кетяги великі, конічні, крилаті, щільні. Ягоди середні, злегка сплюснуті, чорнувато-сині, покриті густим восковим нальотом. Шкірка тонка.
Сорт вирощується на островах Греції, в тому числі на Криті. Столові вина з Манділарії відрізняються інтенсивним кольором, але їм часто бракує кислотності.